# Correbia undulata
Correbia undulata là một loài bướm đêm thuộc phân họ Arctiinae, họ Erebidae.